# Liste der Ramsar-Gebiete in Nordmazedonien
Die Ramsar-Gebiete in Nordmazedonien umfassen insgesamt drei Feuchtgebiete mit einer Gesamtfläche von 46.821 ha, die unter der Ramsar-Konvention registriert sind (Stand April 2022). Das nach dem Ort des Vertragsschlusses, der iranischen Stadt Ramsar, benannte Abkommen ist eines der ältesten internationalen Vertragswerke zum Umweltschutz. In Nordmazedonien trat die Ramsar-Konvention am 8. September 1991 in Kraft.
Zu den Ramsar-Gebieten Nordmazedoniens zählen verschiedenste Typen von Feuchtgebieten wie Hangwälder, Bäche, Süßwasserseen, Grundwassersysteme, Grasland, Feuchtwiesen und Süßwasserquellen.
Im Folgenden sind alle Ramsar-Gebiete Nordmazedoniens alphabetisch aufgelistet.
| Nr. | Name des Gebiets | Bild | Ramsar-Gebietsnr. | Ausweisungs- datum | Fläche (ha) | Höhe (m) | Management- plan | Region                    | Lage                     |
| --- | ---------------- | ---- | ----------------- | ------------------ | ----------- | -------- | ---------------- | ------------------------- | ------------------------ |
| 1   | Dojransee        |      | 1735              | 2. Aug. 2007       | 2696        | 140–148  | Ja               | Region Südwesten          | 41,21306° N, 22,73417° O |
| 2   | Ohridsee         |      | 2449              | 15. Feb. 2021      | 25205       | 151–288  | Ja               | Ohrid, Struga und Debarca | 41,05889° N, 20,73167° O |
| 3   | Prespasee        |      | 726               | 4. Apr. 1995       | 18920       | 844–856  | Ja               | Resen                     | 40,96485° N, 21,03127° O |